# رد کرس (کارولینای شمالی)
رد کرس (به انگلیسی: Red Cross) شهری در ایالت کارولینای شمالی کشور ایالات متحده آمریکا است که جمعیت آن در سرشماری سال ۲۰۱۰ میلادی، ۷۴۲ نفر بوده‌است.